# Phare de Kalaupapa
Le phare de Kalaupapa ou phare de Molokai est un phare des États-Unis qui est situé sur la péninsule de Kalaupapa (Comté de Kalawao) au nord de Molokai, l'une des îles de l'archipel d'Hawaï.
Ce phare est géré par l'United States Coast Guard.
Il se trouve dans le Kalaupapa National Historical Park. Le phare est enregistré au Registre national des lieux historiques depuis 1982.

## Histoire
Isolé du reste de Molokai par des falaises d'environ 610 m haut, la péninsule de Kalaupapa, Hawaii (en) a hébergé une léproserie dans les années 1860 jusqu'à 1969. La péninsule est reconnue comme un comté séparé, le Comté de Kalawao, administré par le département d'état de la santé.
En 1902, un rapport soulignait l'intérêt d'un feu de signalisation pour le chenal entre Oahu et Molokai proche de la léproserie. Une première lumière temporaire fut mise en service le 1er mars 1906. C'était un feu fixe rouge monté sur un mât de 10 m. La construction du phare définitif débuta en juin 1908. C'était la plus haute tour d'Hawaï mise en construction.
Une lentille de Fresnel de 2e ordre et une lanterne ont été fabriquées par Chance Brothers (en) en Angleterre et livrées à Honolulu en novembre 1908. La lentille et la lanterne étaient à l'origine destinées au Phare de Makapu'u, mais une lentille hyper-radiante a été obtenue pour Makapu`u. L'objectif de deuxième ordre et sa lanterne ont donc été attribués à Molokai.

## Caractéristiques
Le phare est une tour octogonale en béton armé de 42 m de haut. Le phare est peint en blanc et la lanterne est rouge. Des petits bâtiments techniques ont été construits autour. Des escaliers intérieurs en béton mènent jusqu'au 4e étage et la lanterne est desservie par un escalier en fonte. En 1934, le phare a été électrifié grâce à trois générateurs. En 1966, le phare est devenu automatique et perdit ses gardiens.
En 1966, la lentille de Fresnel d'origine a été remplacée par une balise tournante puis exposée au Restauration Foundation's museum de Lahaina puis au musée de Kalaupapa. En 1997, le phare a été équipé d'un aerobeacon DCB-24.
Le phare historique émet, à une hauteur focale de 65 m un éclat blanc toutes les dix secondes. Sa portée nominale est de 17 milles nautiques (environ 32 km).
Identifiant : ARLHS : HAW-006 - Amirauté : G7292 - USCG : 6-28575 .
|          |
| Le phare |

|          |
| Le phare |

|                      |
| Résidence de gardien |